# Tony Ferguson
Anthony Armand Ferguson Padilla (Oxnard, 12 de fevereiro de 1984), mais conhecido como Tony Ferguson, é um lutador norte-americano de artes marciais mistas profissional. Ferguson é ex-campeão interino Peso-Leve do UFC. Também foi o campeão do The Ultimate Fighter: Team Lesnar vs. Team Dos Santos.

## Começo da Vida
Ferguson cresceu em Muskegon, MI, de herança mexicana, como um nativo do sul da Califórnia, ele viveu em uma pequena cidade do Meio Oeste, o pai de Ferguson o colocou para praticar esportes ainda novo para ajudá-lo a fazer amigos e se encaixar em um novo ambiente.
Ferguson levou para o atletismo extremamente bem, e ganhou 12 letras do time do colégio de Muskegon Catholic Central High School no futebol, baseball e wrestling. Ele era defensor no time campeão estadual de futebol de 2002 e foi três vezes selecionado como All-State no wrestling, vencendo na divisão de 152 lbs em 2002.
Após o colegial, Ferguson se matriculou na Central Michigan University antes de se transferir para a Grand Valley State University. Ele também passou uma temporada na Muskegon Community College. Ele passou a ganhar as honras de All-American duas vezes, vencendo o campeonato nacional na divisão de 165 lbs.
Ferguson voltou para a Califórnia para ficar mais perto de sua família, trabalhando com marketing e vendas durante o dia e fazendo turnos de barman à noite. Uma noite enquanto trabalhava no bar, um consumidor falou com ele sobre seu passado no wrestling e convidou ele para treinar com mais lutadores jovens de MMA. Ferguson imediatamente se apaixonou pelo esporte e não olhou para trás desde então, dedicando-se totalmente a sua carreira no MMA.

## Artes Marciais Mistas

### The Ultimate fighter
Ferguson assinou com o UFC em 2011 para competir no The Ultimate Fighter: Team Lesnar vs. Team Dos Santos.
Ferguson foi a terceira escolha para a Equipe Lesnar e a quinta no total. Ferguson foi colocado para enfrentar Justin Edwards, em sua luta preliminar. Após um primeiro round equilibrado, Edwards foi capaz de derrubar Ferguson. Mas enquanto no chão, Ferguson aplicou uma pedalada devastadora que nocauteou Edwards. Com a vitória, Ferguson se classificou para as quartas de final.
Na sua luta na quarta de final, Ferguson enfrentou Ryan McGillivray, conseguindo rapidamente uma vitória por nocaute após acertar McGillivray com um uppercut e seguido com o ground and pound. A vitória o classificou para as semifinais, onde ele enfrentou o companheiro de equipe, Chuck O'Neil. Ferguson derrotou O'Neil no episódio final por nocaute técnico no terceiro round, colocando-o na final contra Ramsey Nijem.

### Ultimate Fighting Championship
Ferguson oficialmente fez sua estreia no UFC no The Ultimate Fighter 13 Finale contra Ramsey Nijem para determinar o vencedor do The Ultimate Fighter 13. Ferguson derrotou Nijem por nocaute no primeiro round, tornando-o vencedor da 13ª temporada do Ultimate Fighter. Ferguson também ganhou o prêmio de Nocaute da Noite.
Ferguson enfrentou Aaron Riley em 24 de Setembro de 2011 no UFC 135. Enquanto a luta era competitiva no começo, Ferguson acertou um forte uppercut de esquerda, e Ferguson dominou os dois minutos restantes do round. Imediatamente após o fim do primeiro round, Riley disse ao seu córner que sua mandíbula estava quebrada. A luta foi declarada como vitória por nocaute técnico sobre Ferguson, como o médicos laterais não deixaram Riley continuar.
Ferguson em seguida enfrentou o veterano Yves Edwards no The Ultimate Fighter 14 Finale. Ferguson venceu por decisão unânime.
Ferguson era esperado para enfrentar Dennis Hallman em 5 de Maio de 2012 no UFC on Fox: Diaz vs. Miller. Porém, Hallman foi forçado a se retirar da luta com uma lesão e foi substituído por Thiago Tavares. Porém, Tavares foi forçado a se retrirar da luta também com uma lesão e foi substituído por Michael Johnson. Ferguson perdeu para Johnson por decisão unânime.
Ferguson enfrentou Mike Rio em 19 de Outubro de 2013 no UFC 166 e venceu por finalização com uma d'arce choke ainda no primeiro round. Sua performance lhe rendeu o bônus de Finalização da Noite.
Ferguson enfrentou o japonês Katsunori Kikuno em 24 de Maio de 2014 no UFC 173. Ele venceu a luta por nocaute técnico no primeiro round.
Ferguson era esperado para enfrentar Danny Castillo em 2 de Agosto de 2014 no UFC 176. No entanto, devido a uma lesão de José Aldo que faria o evento principal, o evento foi cancelado. A luta entre então aconteceu em 30 de Agosto de 2014 no UFC 177. Ele venceu por decisão dividida em uma decisão muito polêmica.
Ferguson venceu Abel Trujillo em 6 de Dezembro de 2014 no UFC 181 por finalização com um mata leão no segundo round.
Ele era esperado para enfrentar Yancy Medeiros em 28 de Fevereiro de 2015 no UFC 184. No entanto, no mesmo dia que a luta foi anunciada, Medeiros teve que se retirar dela com uma lesão no pé e foi substituído por Gleison Tibau. Ferguson venceu a luta por finalização com um mata leão ainda no primeiro round.
Ferguson enfrentou Josh Thomson em 15 de Julho de 2015 no UFC Fight Night: Mir vs. Duffee. Ele venceu a luta por decisão unânime, até então a maior vitória de sua carreira.
Ferguson era esperado para enfrentar Khabib Nurmagomedov em 11 de Dezembro de 2015 no TUF 22 Finale. Porém, Nurmagomedov fraturou a costela num treino, e Edson Barboza foi escolhido como substituto. Ele venceu a luta por finalização com um triângulo de mão no segundo round.
Ferguson enfrentou o estreante Landon Vannata em 13 de Julho de 2016 no UFC Fight Night: McDonald vs. Lineker. Após um combate muito eletrizante, ele venceu por finalização d'arce choke no segundo round.

## Cartel no MMA
| Cartel no MMA   |             |             |
| 35 lutas        | 25 vitórias | 10 derrotas |
| Por nocaute     | 12          | 2           |
| Por finalização | 8           | 3           |
| Por decisão     | 5           | 5           |

| Res.    | Cartel | Oponente         | Método                                  | Evento                                 | Data       | Round | Tempo | Local                        | Notas                                                                                 |
| ------- | ------ | ---------------- | --------------------------------------- | -------------------------------------- | ---------- | ----- | ----- | ---------------------------- | ------------------------------------------------------------------------------------- |
| Derrota | 25-11  | Michael Chiesa   | Finalização (mata-leão)                 | UFC Fight Night: Sandhagen vs. Umar    | 03/08/2024 | 1     | 3:08  | Abu Dhabi                    |                                                                                       |
| Derrota | 25-10  | Paddy Pimblett   | Decisão (unânime)                       | UFC 296: Edwards vs. Covington         | 16/12/2023 | 3     | 5:00  | Las Vegas, Nevada            |                                                                                       |
| Derrota | 25-9   | Bobby Green      | Finalização Técnica (triângulo de mão)  | UFC 291: Poirier vs. Gaethje 2         | 29/07/2023 | 3     | 4:54  | Salt Lake City, Utah         |                                                                                       |
| Derrota | 25-8   | Nate Diaz        | Finalização (guilhotina)                | UFC 279: Diaz vs. Ferguson             | 10/09/2022 | 4     | 2:52  | Las Vegas, Nevada            | Retorno aos Meio Médios.                                                              |
| Derrota | 25-7   | Michael Chandler | Nocaute (chute frontal)                 | UFC 274: Oliveira vs. Gaethje          | 07/05/2022 | 2     | 0:17  | Phoenix, Arizona             |                                                                                       |
| Derrota | 25-6   | Beneil Dariush   | Decisão (unânime)                       | UFC 262: Oliveira vs. Chandler         | 15/05/2021 | 3     | 5:00  | Houston, Texas               |                                                                                       |
| Derrota | 25-5   | Charles Oliveira | Decisão (unânime)                       | UFC 256: Figueiredo vs. Moreno         | 12/12/2020 | 3     | 5:00  | Las Vegas, Nevada            |                                                                                       |
| Derrota | 25-4   | Justin Gaethje   | Nocaute Técnico (socos)                 | UFC 249: Ferguson vs. Gaethje          | 09/05/2020 | 5     | 3:39  | Jacksonville, Florida        | Pelo Cinturão Peso Leve Interino do UFC; Luta da Noite.                               |
| Vitória | 25-3   | Donald Cerrone   | Nocaute Técnico (interrupção médica)    | UFC 238: Cejudo vs. Moraes             | 08/06/2019 | 2     | 5:00  | Chicago, Illinois            | Luta da Noite.                                                                        |
| Vitória | 24-3   | Anthony Pettis   | Nocaute Técnico (interrupção do córner) | UFC 229: Khabib vs. McGregor           | 06/10/2018 | 2     | 5:00  | Las Vegas, Nevada            | Luta da Noite; Luta do Ano (2018).                                                    |
| Vitória | 23-3   | Kevin Lee        | Finalização (triângulo)                 | UFC 216: Ferguson vs. Lee              | 07/10/2017 | 3     | 4:02  | Las Vegas, Nevada            | Ganhou o Cinturão Peso Leve Interino do UFC, mais tarde se lesionou e foi destituído. |
| Vitória | 22-3   | Rafael dos Anjos | Decisão (unânime)                       | The Ultimate Fighter: América Latina 3 | 05/11/2016 | 5     | 5:00  | Cidade do México             | Bateu o recorde de vitórias consecutivas nos Leves (9); Luta da noite.                |
| Vitória | 21-3   | Lando Vannata    | Finalização (estrangulamento d'arce)    | UFC Fight Night: McDonald vs. Lineker  | 13/07/2016 | 2     | 2:22  | Sioux Falls, South Dakota    | Igualou o recorde de vitórias consecutivas nos Leves (8); Luta da Noite.              |
| Vitória | 20-3   | Edson Barboza    | Finalização (estrangulamento d'arce)    | The Ultimate Fighter 22 Finale         | 11/12/2015 | 2     | 2:54  | Las Vegas, Nevada            | Luta e Performance da Noite.                                                          |
| Vitória | 19-3   | Josh Thomson     | Decisão (unânime)                       | UFC Fight Night: Mir vs. Duffee        | 15/07/2015 | 3     | 5:00  | San Diego, California        | Performance da Noite.                                                                 |
| Vitória | 18-3   | Gleison Tibau    | Finalização (mata leão)                 | UFC 184: Rousey vs. Zingano            | 28/02/2015 | 1     | 2:37  | Los Angeles, California      | Performance da Noite.                                                                 |
| Vitória | 17-3   | Abel Trujillo    | Finalização (mata leão)                 | UFC 181: Hendricks vs. Lawler II       | 06/12/2014 | 2     | 4:19  | Las Vegas, Nevada            |                                                                                       |
| Vitória | 16-3   | Danny Castillo   | Decisão (dividida)                      | UFC 177: Dillashaw vs. Soto            | 30/08/2014 | 3     | 5:00  | Sacramento, California       |                                                                                       |
| Vitória | 15-3   | Katsunori Kikuno | Nocaute (soco)                          | UFC 173: Barão vs. Dillashaw           | 24/05/2014 | 1     | 4:06  | Las Vegas, Nevada            |                                                                                       |
| Vitória | 14-3   | Mike Rio         | Finalização (estrangulamento d'arce)    | UFC 166: Velasquez vs. dos Santos III  | 19/10/2013 | 1     | 1:52  | Houston, Texas               | Finalização da Noite.                                                                 |
| Derrota | 13-3   | Michael Johnson  | Decisão (unânime)                       | UFC on Fox: Diaz vs. Miller            | 05/05/2012 | 3     | 5:00  | East Rutherford, New Jersey  |                                                                                       |
| Vitória | 13-2   | Yves Edwards     | Decisão (unânime)                       | The Ultimate Fighter 14 Finale         | 03/12/2011 | 3     | 5:00  | Las Vegas, Nevada            |                                                                                       |
| Vitória | 12-2   | Aaron Riley      | Nocaute Técnico (interrupção médica)    | UFC 135: Jones vs. Rampage             | 24/09/2011 | 1     | 5:00  | Denver, Colorado             | Retornou aos Leves.                                                                   |
| Vitória | 11-2   | Ramsey Nijem     | Nocaute (socos)                         | The Ultimate Fighter 13 Finale         | 04/06/2011 | 1     | 3:54  | Las Vegas, Nevada            | Estreia no UFC; Ganhou o The Ultimate Fighter 13; Nocaute da Noite.                   |
| Vitória | 10-2   | Brock Jardine    | Nocaute Técnico (socos)                 | PureCombat 12: Champions for Children  | 25/09/2010 | 4     | 2:35  | Clovis, Califórnia           |                                                                                       |
| Vitória | 9-2    | David Gardner    | Nocaute Técnico (socos)                 | CA Fight Syndicate: Battle of the 805  | 26/03/2010 | 2     | N/A   | Ventura, Califórnia          | Peso Casado (158 lbs.)                                                                |
| Vitória | 8-2    | Chris Kennedy    | Nocaute Técnico (interrupção médica)    | NFAMMA: Resurrection                   | 18/12/2009 | 1     | 2:29  | Ventura, Califórnia          |                                                                                       |
| Derrota | 7-2    | Jamie Toney      | Finalização (triângulo)                 | NFAMMA: MMA at the Hyatt 3             | 16/10/2009 | 1     | 2:15  | Westlake Village, Califórnia |                                                                                       |
| Vitória | 7-1    | James Fanshier   | Decisão (unânime)                       | Rebel Fighter                          | 17/07/2009 | 3     | 5:00  | Placerville, Califórnia      |                                                                                       |
| Vitória | 6-1    | Devin Benjamin   | Nocaute Técnico (socos e cotoveladas)   | NFAMMA: MMA at the Hyatt II            | 28/05/2009 | 1     | N/A   | Westlake Village, Califórnia |                                                                                       |
| Vitória | 5-1    | Daniel Hernandez | Nocaute Técnico (socos)                 | NFAMMA: Riot at the Hyatt              | 05/03/2009 | 1     | 2:22  | Westlake Village, Califórnia |                                                                                       |
| Derrota | 4-1    | Karen Darabedyan | Decisão (unânime)                       | All Star Boxing – Caged in the Cannon  | 06/02/2009 | 3     | 3:00  | Montebello, Califórnia       |                                                                                       |
| Vitória | 4-0    | Frank Park       | Finalização (triângulo)                 | Long Beach Fight Night 3               | 04/01/2009 | 1     | 2:43  | Long Beach, California       |                                                                                       |
| Vitória | 3-0    | Joe Schilling    | Finalização (mata leão)                 | Total Fighting Alliance 12             | 13/09/2008 | 2     | 2:12  | Long Beach, California       |                                                                                       |
| Vitória | 2-0    | Brandon Adams    | Nocaute Técnico (socos)                 | TFA 11: Pounding at the Pyramid        | 12/07/2008 | 2     | 2:18  | Long Beach, California       |                                                                                       |
| Vitória | 1-0    | Steve Avalos     | Nocaute Técnico (socos e cotoveladas)   | CXF: Anarchy at the Arena              | 12/04/2008 | 2     | 1:25  | Upland, Califórnia           |                                                                                       |